# Юрта (гра)

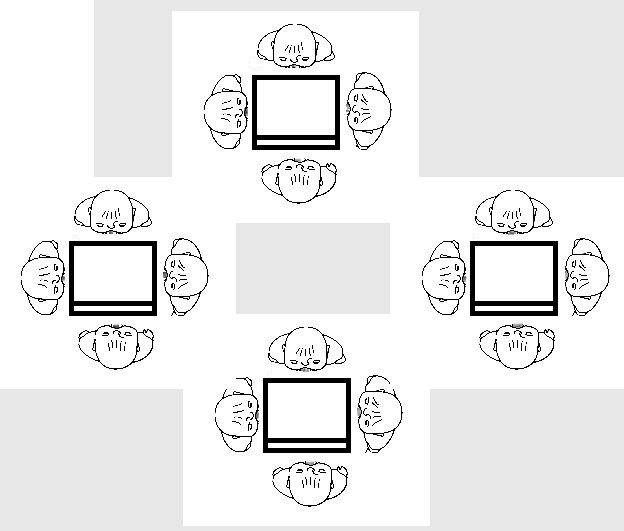
Діти підча час гри «Юрта»

Юрта (башк. Тірме) — башкирська народна дитяча гра.

## Правила гри
У грі беруть участь чотири групи дітей, які стоять у чотирьох кутках. У центрі майданчика знаходиться стілець із хустинкою з національним візерунком. У кожній із груп діти беруться за руки, і крокуючи у одному з чотирьох кругів, співають.
Коли мелодія продовжує звучати вже без слів, діти переходять в один спільний круг. Після того як музика закінчуються, вони біжать до своїх стільців і натягують хустки над стільцями у вигляді юрти. 
Виграє та група дітей, яка першою встигла збудувати юрту.